# پاکوی شکم‌قرمز
پاکوی شکم‌قرمز (نام علمی: Piaractus brachypomus)، گونه‌ای بزرگ از خانواده پاکو‌ها و از بستگان نزدیک پیراناها و سیلور دالرها و از خانواده دندانه‌شکمان است. این گونه پاکو بومی حوضه آمازون در مناطق گرمسیری آمریکای جنوبی است، اما در گذشته، جمعیتی از آن در حوزه رود اورینوکو بود که در سال ۲۰۱۹ به عنوان یک گونه جداگانه با نام P. orinoquensis توصیف شد. علاوه بر این، پاوکی شکم قرمز به‌طور گسترده جهت مصرف خوراکی پرورش داده می‌شود و به مناطق دیگر نیز معرفی شده است. در جنوب فلوریدا در کشور آمریکا، آنها در رودخانه‌ها، کانال‌ها یا دریاچه‌ها گونه ای مهاجم هستند.
این گونه مانند تعدادی دیگر از گونه‌های نزدیک به هم بدلی رنگ ظاهری ماهی‌های نابالغ اغلب به عنوان پاکوی شکم قرمز شناخته می‌شود. این امر منجر به سردرگمی زیادی در مورد ماهیت و نیازهای همه گونه‌های مشابه شده است، به طوری که شهرت و الزامات یک گونه اغلب به اشتباه به دیگران نسبت داده می‌شود.

## بوم‌شناسی
1. 1 2 3  Nico, L. ; P. Fuller; and M. Neilson (22 October 2013). Piaractus brachypomus. USGS Nonindigenous Aquatic Species Database, Gainesville, FL. Retrieved 2 March 2017.
2. ↑  Escobar, M.D. , R.P. Ota, A. Machado-Allison, I.P. Farias and T. Hrbek (2019). A new species of Piaractus (Characiformes: Serrasalmidae) from the Orinoco Basin with a redescription of Piaractus brachypomus. Journal of Fish Biology: [1-x]. doi:10.1111/jfb.13990
3. ↑  SeriouslyFish: Piaractus brachypomus. Retrieved 2 March 2017.
4. ↑  «Everglades Cooperative Invasive Species Management Area». بایگانی‌شده از اصلی در ۵ مارس ۲۰۲۲. دریافت‌شده در ۲۱ ژوئیه ۲۰۲۴.
5. ↑  Gamefish of the Amazon Basin, Tambaqui and Pirapitinga بایگانی‌شده  در ۱۳ اوت ۲۰۱۵ توسط Wayback Machine

تخم‌ریزی در ابتدای فصل سیل بین نوامبر و فوریه اتفاق می‌افتد. لاروها در رودخانه‌های آب سفید یافت می‌شوند، اما ماهی‌های بالغ عمدتاً در جنگل‌های پرآب و دشت‌های سیل‌زده از انواع رودخانه‌ها، از جمله آنهایی که دارای مواد مغذی و فقیر هستند، زندگی می‌کنند. برخلاف سایر گونه‌های مشابه در سرچشمه رودخانه‌های فقیر از مواد مغذی (نه فقط در بخش‌های پایین‌تر) دیده می‌شود.
پاکوی شکم‌قرمز عمدتاً از میوه‌ها، دانه‌ها و آجیل تغذیه می‌کند، اما فرصت‌طلب است و زئوپلانکتون‌ها، حشرات، سخت‌پوستان و ماهی‌های کوچک را نیز به‌ویژه در فصل خشک می‌خورد.
شکم‌قرمز می‌تواند تا ۸۸ سانتیمتر (۲٫۹ فوت) رشد و در حدود ۲۵ کیلوگرم (۵۵ پوند) وزن داشته باشد.